# Syserť (město)
Syserť (rusky Сысерть) je město ve Sverdlovské oblasti v  Ruské federaci. Při sčítání lidu v roce 2010 měl přes dvacet tisíc obyvatel.

## Poloha
Syserť leží na východním okraji Středního Uralu na stejnojmenné řece, pravém přítoku Isetě v povodí Obu. Od Jekatěrinburgu, správního střediska oblasti, je vzdálen přibližně padesát kilometrů jižně.
Končí zde nákladní železniční trať z Jekatěrinburgu.

## Dějiny
Syserť vznikl v roce 1732 v souvislosti s výstavbou železárny. Podle ní se jmenoval až do roku 1932 Sysertskij Zavod.
Od roku 1946 je Syserť městem.

### Rodáci
- Pavel Petrovič Bažov (1879–1950), spisovatel